# 政治的無意識
『政治的無意識：社会的象徴行為としての物語』は、マルクス主義文学理論家のフレデリック・ジェイムソンによる1981年の本である。 強力な方法論的なガイドとして参照され、ジェイムソンの活動の中で最も大きな衝撃を与えた著作である。論評や批判、注釈の主題ともなっており、その例としてウィリアム・C・ダウリングによる1984年の『ジェイムソン、アルチュセール、マルクス—『政治的無意識』入門講座』が挙げられる。同書においてダウリングは『政治的無意識』の主な考えはすでにテリー・イーグルトンによって述べられており、A・J・グレマスやノースロップ・フライ、ハンス・ゲオルク・ガダマー、クロード・レヴィ＝ストロースといった学者に影響を受けているとしている。新ラカン派的な無意識のイデオロギーについての考えやマルクス主義とポストマルクス主義的な視点を融合させる構造的な因果律の呼びかけを含んだジェイムソンの解釈的な枠組みは大部分ルイ・アルチュセールから借用されている。   
この著作はジェイムソンの最も有名な言葉の一つ「つねに歴史化せよ！」によって書き出されている。

## 書誌情報
- 『政治的無意識：社会的象徴行為としての物語』 大橋洋一、木村茂雄、太田耕人訳、平凡社、2010年